# Жан д’Арманьяк-Немур
Жан д’Арманьяк-Немур (фр. Jean d'Armagnac-Nemours; ок. 1470 — 1500) — герцог де Немур, граф де Кастр, де Пардиак и де Бофор, виконт де Мартиг, де Шательро и де Мюра, второй сын Жака д’Арманьяка (1433—1477), герцога де Немура, графа де Пардиака, де Ла Марша и де Кастра, и Луизы Анжуйской (1445—1476).

## Биография
После смерти Людовика XI опекуны малолетних принцев подали прошение на передачу им земель Гиз в Тьераше и Нувьон в Вермандуа, как наследство их умершего дяди по матери, Карла Анжуйского, графа дю Мэна. 5 марта 1484 года Карл VIII дал на это своё согласие. Королевской грамотой от 2 августа того же года, подтверждённой 2 сентября и окончательно вступившей в силу 29 марта 1491 года, Жану, как старшему сыну Жака д’Арманьяка, возвращалось герцогство Немур со всеми правами его отца, а графство Гиз передавалось Луи, его младшему брату.
11 марта 1489 года с согласия брата он передал Пьеру II, герцогу де Бурбону, и Анне Французской, его жене, виконтства Карла и Мюра, получив взамен графство л’Иль-Журден.
Считая себя законным наследником Шарля, графа д’Арманьяка, принял активное участие в процессе, касающимся наследства графов д’Арманьяк.
По мнению некоторых исследователей, он умер на войне в Перпиньяне.
Согласно его завещанию его тело было похоронено рядом с его предками, графами д’Арманьяк, а сердце — в церкви монастыря, основанного им в 1495 году в городе Шательро.

## Семья
24 апреля 1492 года он женился на Иоланде де ла Эй (ум. 1517), даме де Пассаван, внучке Дюнуа. Детей у них не было. Позже его вдова вышла за Пьера, бастарда д’Арманьяка.
Он имел побочного сына, Жана (ок. 1490 — ??).